# Mord in bester Gesellschaft: Die Lüge hinter der Wahrheit
Die Lüge hinter der Wahrheit ist ein deutscher Fernsehfilm von Peter Sämann zu einem Drehbuch von Rolf-René Schneider aus dem Jahr 2011. Es handelt sich um die siebte Episode der Kriminalfilmreihe Mord in bester Gesellschaft mit Fritz Wepper als Psychiater Wendelin Winter in der Hauptrolle.

## Handlung
Psychiater Dr. Wendelin Winters Tochter Alexandra zieht es nun nach Berlin, um dort als Hauptstadtkorrespondentin zu arbeiten. Wendelin folgt ihr, denn sein alter Schulfreund Walter Königstein hat ihm ein Angebot unterbreitet, als Berater des Politikers Gerhard Becker anzuheuern. Als dann die attraktive Pressereferentin Tanja Richter bei einem Autounfall ums Leben kommt, stellt sich heraus, dass sie im vierten Monat schwanger war. Sowohl sein Schulfreund Königstein als auch Politiker Becker hatten ein Techtelmechtel mit der Toten. Als wenig später auch die Wahrsagerin Marianna tot aufgefunden wird, mit der Gerhard Becker und auch die Pressereferentin Tanja Richter Kontakt hatten, ermitteln Wendelin und seine Tochter Alexandra.

## Hintergrund
Für Die Lüge hinter der Wahrheit wurde vom 17. November 2009 bis zum 15. Dezember 2009 an Schauplätzen in Berlin und Umgebung gedreht. Die Erstausstrahlung fand am Donnerstag, den 6. Januar 2011 auf Das Erste statt.

## Kritik
Die Kritiker der Fernsehzeitschrift TV Spielfilm gaben dem Film ihre schlechteste Wertung mit dem Daumen nach unten. Sie befanden, „das Drehbuch strotzt vor Plattitüden über Politikerverkommenheit und Phrasen, bedeutungsschwanger dräut die Musik. Aber dass Politiker sich bei Wahrsagerinnen die Zukunft prophezeien lassen, setzt dem Tinnef die Krone auf“ und konstatierten: „Klar wie Kloßbrühe, orakeln können andere!“